# Adventief (morfologie)
Een adventief (van L. ad = bij, aan en venire = komen; vgl. advent) is in de plantenmorfologie een orgaan dat ontstaan is op een ongebruikelijke plaats aan de plant. Zo kent men adventiefknoppen op bladeren en stengels en adventiefwortels (bijwortels) aan stengels. Vaak ontstaan deze na verwonding van de plant. Ook bij het stekken worden adventiefwortels en/of adventiefknoppen gevormd.